# Flaggen und Wappen der brasilianischen Bundesstaaten
Diese Liste der Flaggen und Wappen der brasilianischen Bundesstaaten erläutert die Hoheitszeichen der Bundesstaaten (und des Bundesdistrikts) Brasiliens in alphabetischer Reihenfolge.
Einige der Flaggen sind – was die Rauten-Form (z. B.:  Ceará,  Santa Catarina) und die gelb-grüne Farbe (z. B.:  Acre,  Sergipe) betrifft – von der  Flagge Brasiliens beeinflusst. 

## Liste
| Flagge | Wappen | Lage | Beschreibung/Bemerkung |
| ------ | ------ | ---- | --- |
| 5:7    |        |      | Die Flagge Acres wurde im Jahre 1899 eingeführt, als Acre noch Teil von Bolivien war. Acre behielt jedoch seine Flagge bei und fügte den Stern als Zeichen des Beitritts hinzu. Das Wappen zeigt unter einer phrygischen Mütze Flaggen des Staates und ein Schriftband mit wichtigen Daten der Geschichte Acres. |
| 2:3    |        |      | Die Flagge Alagoas wurde im Jahr 1963 auf der Basis der Flagge von 1894 eingeführt und zeigt im Zentrum das Wappen von 1894, das an die unterschiedlichen Aspekte der Industrie des Bundesstaates erinnert. Die Farben entstammen dem Wappen, das sich aus den Wappen der Städte Alagoas, Porto Calvo und Penedo zusammensetzt. |
| 7:10   |        |      | Die Flagge wurde im Jahr 1984 für das Territorium Amapá eingeführt und für den Bundesstaat Amapá übernommen. Sie ist in den nationalen Farben gehalten und zeigt die Kontur der Festung von Macapá, der Hauptstadt des Bundesstaates. |
| 5:7    |        |      | Die Flagge des Bundesstaates Amazonas geht zurück auf einen Aufstand des Jahres 1897. Die Sterne stehen für die 25 Gemeinden, der größte Stern für die Hauptstadt Manaus. |
| 5:7    |        |      | Die Flagge Bahias geht auf die Aufstände der Jahre 1789 und 1798 zurück, an die das weiße Dreieck erinnert. |
| 7:10   |        |      | Die Flagge Cearás wurde im Jahr 1922 eingeführt und ähnelt stark der Nationalflagge Brasiliens. Das Wappen aus dem Jahr 1897 zeigt eine von Sternen umgebene allegorische Landschaft. Es wurde 1967 verändert. Die Flagge hat die brasilianischen Farben, das Staatswappen zeigt einen Leuchtturm und die Küste. |
| 2:3    |        |      | Die Flagge des Distrito Federal do Brasil wurde im Jahr 1969 eingeführt und zeigt in einem grüne Rechteck vier Pfeile, die das Gleichgewicht zwischen Zentralisierung und Dezentralisierung symbolisieren sollen. |
| 2:3    |        |      | Die Flagge des Bundesstaates Espírito Santo wurde 1947 entworfen. Das portugiesische Motto „Trabalha e Confia“ bedeutet „Arbeite und vertraue“, ein Wahlspruch der Jesuiten, von denen auch der Name Espírito Santo (deutsch: Heiliger Geist) stammt. Rosa und Blau repräsentieren den Abendhimmel der Region. |
| 5:7    |        |      | Die Flagge Goiás basiert auf den Vorschlägen des Jahres 1889 für die Nationalflagge und wurde am 30. Juli 1919 in Gebrauch genommen. Sie hat fünf Sterne für das „Kreuz des Südens“. Gelb steht für den Reichtum an Mineralien und Grün für die Wälder. |
| 2:3    |        |      | Die 1889 eingeführte Flagge Maranhãos wurde am 1. Dezember 1971 offiziell bestätigt. Sie führt den Stern, der in der Nationalflagge für den Staat Maranhão steht. Die dreifarbigen Streifen stehen für das Völkergemisch im Bundesstaat. |
| 7:10   |        |      | Die 1890 eingeführte Flagge Mato Grossos basiert auf der Nationalflagge. Der einzelne Stern steht für den Bundesstaat Mato Grosso. |
| 7:10   |        |      | Der Entwurf stammt aus einem Wettbewerb von 1978, als sich der neue Staat Mato Grosso do Sul gerade formiert hatte. In der am 1. Januar 1979 eingeführten Flagge steht Blau für den durch Arbeit erzielten Reichtum, Grün für die Natur und Weiß für die Zukunft. |
| 7:10   |        |      | Die Flagge von Minas Gerais wurde am 27. November 1962 eingeführt und geht auf die Revolutionsflagge der sogenannten Inconfidência von 1788 zurück, einer in Minas Gerais angesiedelten und später niedergeschlagenen Gruppe Aufständischer gegen die portugiesische Krone. Das lateinische Motto „Libertas quæ sera tamen“ entlehnten die Aufständischen einem Zitat aus der ersten Ekloge des Vergil; es lässt sich mit „Freiheit, spät, doch endlich“. übersetzen. |
| 2:3    |        |      | Die Flagge Parás ist seit dem 17. November 1889 in Gebrauch. Der weiße Schrägstreifen symbolisiert den Amazonas, der Stern den Bundesstaat selbst. |
| 7:10   |        |      | Die Flagge Paraíbas wurde am 27. Oktober 1965 zum ersten Mal gehisst. Das portugiesische Motto „NEGO“ (deutsch: „Ich verneine.“) bezieht sich auf die Revolution des Jahres 1930, in der Paraiba eine wichtige Rolle spielte. |
| 7:10   |        |      | Die Flagge Paranás wurde am 31. März 1947 eingeführt. Das Grün steht für die Natur, der weiße Streifen für den Erzabbau, die Zweige für die Landwirtschaft. Siehe auch: Flagge Paranás. |
| 13:20  |        |      | Die Flagge Pernambucos gibt es seit dem 23. Februar 1917 und basiert auf der Flagge der Republik von 1817. Der Regenbogen ist Symbol der Aussöhnung und des Glücks. |
| 7:10   |        |      | Die Flagge Piauís ist seit dem 24. Juli 1922 in Gebrauch. Sie ist in den brasilianischen Farben gehalten und symbolisiert den Bundesstaat durch einen Stern. |
| 2:3    |        |      | Die Flagge Rio de Janeiros in den alten portugiesischen Farben ist seit 1947 in Gebrauch. Das Wappen zeigt vor einem Gebirge einen den Globus beschützenden Adler. |
| 2:3    |        |      | Die Flagge Rio Grande do Nortes wurde am 3. Dezember 1957 eingeführt. Die Farben stehen für Natur und die Kreideküste. Die Lage des Staates am Meer zeigt auch das Wappen, in dem zusätzlich die landwirtschaftlichen Hauptprodukte gezeigt werden. |
| 7:10   |        |      | Die Flagge Rio Grande do Sul ist seit 1957 in Gebrauch. Ihre Farben entstammen dem Wappen, in dem zwischen zwei Hügeln Symbole der Freiheit und das Staatsmotto gezeigt werden. |
| 7:10   |        |      | Die Flagge Rondônias wurde nach einem Entwurfswettbewerb am 31. Dezember 1981 angenommen. Der Stern steht für den Bundesstaat. Die Flagge ist in den vier Nationalfarben gehalten, dabei steht das grüne Dreieck für die Natur. |
| 2:3    |        |      | Der rote Streifen in der Flagge Roraimas symbolisiert den Äquator. |
| 2:3    |        |      | Die Flagge Santa Catarinas wurde am 23. Oktober 1953 eingeführt und löste eine zwölfmal Rot und Weiß gestreifte Flagge mit grüner Raute und 35 gelben Sternen ab. Rot und Weiß stammen aus der Zeit vor der Republik. Die letzte Festlegung stammt aus dem Jahr 1953, als das Wappen in die Mitte gesetzt wurde. |
| 19:31  |        |      | Die Flagge São Paulos mit der Umrisskarte Brasiliens in der Gösch wurde am 3. September 1948 eingeführt und sollte eigentlich nach der Gründung der Republik Nationalflagge werden. |
| 7:10   |        |      | Die Flagge Sergipes wurde im Jahr 1947 angenommen und setzt sich zusammen aus den Nationalfarben Brasiliens, wobei sich Grün und Gelb auf die Hauptprodukte Sergipes beziehen. |
| 7:10   |        |      | Die Flagge des Bundesstaates Tocantins wurde am 1. Januar 1989 angenommen. Die Sonne soll auf die Lage des von Goias abgetrennten Staates verweisen. Das Motto des Bundesstaates heißt „CO IVY ORE RETAMA“, ist in der Tupi-Sprache geschrieben und bedeutet „Dieses Land gehört zu uns“. |